# Manuel Cardoso de Saldanha
Manuel Cardoso de Saldanha (Portugal, 17?? - Salvador, 1767) foi um arquiteto e engenheiro militar português. Teve destacada atuação no Brasil Colônia.

## Biografia
Pouco se sabe sobre a sua vida em Portugal. Na década de 1730, quando ainda em Lisboa, foi autor do projeto de reedificação da Igreja de Nossa Senhora da Conceição da Praia em Salvador, então capital do Estado do Brasil. Os blocos de pedra de lioz para este templo foram esculpidos em Lisboa e enviados a Salvador, onde as obras se desenvolveram a cargo do pedreiro Eugênio da Mota a partir de 1739. A fachada, inteiramente em cantaria, é flanqueada por duas torres dispostas em diagonal. Segundo o historiador da arte Robert C. Smith, o projeto desta igreja inovadora foi o melhor exemplo arquitetônico do barroco joanino no Brasil Colônia, inspirado em edifícios como o Convento de Mafra.
Em 1749 Saldanha foi nomeado Sargento-mor e enviado ao Brasil para servir como engenheiro. Foi Lente da Aula de Fortificação da Bahia, onde teve como principais alunos José António Caldas e Manuel de Oliveira Mendes. Com seus discípulos realizou muitos trabalhos de vistoria de edificações em mau estado, como a velha Sé da Bahia, e projetos arquitetônicos. Destaca-se a campanha de exploração de salitre na Serra de Montes Altos, no sertão baiano, com o objetivo de obter matéria-prima para a fabricação de pólvora.
Em 1761 viajou a Portugal, mas retornou à Bahia pouco tempo depois, vindo a falecer em 1767.